# Berre-les-Alpes
Berre-les-Alpes é uma comuna francesa na região administrativa da Provença-Alpes-Costa Azul, no departamento Alpes Marítimos. Estende-se por uma área de 9,58 km², com  (Berrois) 1162 habitantes, segundo os censos de 1999, com uma densidade de 121 hab/km².